# Contea di Baingoin
Baingoin (班戈县T) è una contea cinese della prefettura di Nagchu nella Regione Autonoma del Tibet. Nel 1999 la contea contava 31.797 abitanti.

## Città
La contea è suddivisa in 4 comuni e 6 villaggi. 
- Pubao 普保镇 (comune)
- Jiaqiong 佳琼镇 (comune)
- Beila 北拉镇 (comune)
- Deqing 德庆镇 (comune)

- Mendang 门当乡 (villaggio)
- Maqian 马前乡 (villaggio)
- Qinglong 青龙乡 (villaggio)
- Xinji 新吉乡 (villaggio)
- Baoji 保吉乡 (villaggio)
- Nima 尼玛乡 (villaggio)